# Ambroise Pelletier
Pour les articles homonymes, voir Pelletier (homonymie).
Dom Ambroise Pelletier (né à Portieux le Lorraine 7 septembre 1703 - Senones, 28 janvier 1757), bénédictin de Saint-Vanne, est un généalogiste et illustrateur lorrain. Il est curé de la paroisse de Senones, en 1755.

## Biographie
Ambroise Pelletier naquit en 1703, à Portieux, village de Lorraine. Ayant embrassé la règle de St-Benoît, il perfectionna dans la retraite son goût pour le dessin, et apprit sans maître à peindre la miniature. Il exécutait à la plume de petits tableaux d'un effet très-piquant. Le duc de Lorraine, auquel il eut l'honneur de présenter quelques-uns de ses ouvrages, lui donna le titre de son aumônier, et en 1748, il fut pourvu de la cure de Senones. Dom Calmet, qui faisait fleurir les études historiques à Senones, engagea Pelletier à s'occuper de recherches sur les familles nobles dont il avait dessiné les blasons. Aidé par ses confrères, il mit au jour : Nobiliaire, ou Armorial genéral de la Lorraine et du Barrois, en forme de dictionnaire, Nancy, 1758, in-fol. Ce volume, qui renferme les anoblis, contient beaucoup de détails curieux, mais l'auteur étant mort pendant l'impression du premier volume, qui en était à la leitre P, son travail fut continué par un autre, et le reste de l'ouvrage ne parut pas.

## Publications
- Nobiliaire ou Armorial général de la Lorraine et du Barrois, Nancy, 1758.